# Тиричи (Хунедоара)
Тиричи (рум. Tirici) насеље је у Румунији у округу Хунедоара у општини Петрила. Oпштина се налази на надморској висини од 728 m.

## Становништво
Према подацима из 2002. године у насељу је живело 67 становника, од којих су сви румунске националности.